# Acide orotique
Pour les articles homonymes, voir B13.
L'acide orotique est un composé hétérocyclique et un acide faisant partie de la famille des pyrimidines.
On a cru qu'il faisait partie des vitamines B et fut appelé vitamine B13, mais on sait maintenant que ce n'est pas une vitamine mais qu'il est synthétisé par la flore intestinale[réf. nécessaire].
Ses sels, les orotates, sont parfois utilisés comme véhicules de minéraux dans des compléments alimentaires, pour augmenter leur biodisponibilité. L'orotate de lithium est le sel le plus utilisé de cette façon[réf. nécessaire].
En anglais, son nom est si souvent écrit par erreur erotic acid qu'il a fini par être accepté comme surnom pour cette molécule.